# Anders Gärderud
Anders Gärderud (* 28. August 1946 in Stockholm) ist ein ehemaliger schwedischer Leichtathlet und Olympiasieger.

## Biografie
Gärderud begann als Orientierungsläufer und hielt auch während seiner Karriere als Leichtathlet (zu der er gekommen war, weil er wegen Gelbsucht im Orientierungslauf Startverbot hatte). Seinen ersten großen Wettkampf bestritt er bei den Olympischen Spielen 1968 in Mexiko-Stadt. Sowohl über 800 wie auch über 1500 Meter schied er bereits in den Vorläufen aus. Da er über diese Distanzen auch bei anderen Rennen nur mäßig erfolgreich war, konzentrierte er sich auf den 3000-Meter-Hindernislauf, wo er bald zur Weltspitze aufstieg.
Vor den Olympischen Spielen 1972 in München galt Gärderud als Favorit für den Sieg im Hindernislauf. Doch er litt an einer schweren Erkältung und schied bereits im Vorlauf aus. Auch über 5000 Meter konnte er sich nicht für das Finale qualifizieren. Doch nur eine Woche später, am 14. September 1972, lief er in Helsinki im Hindernislauf eine Zeit von 8:20,8 min und stellte damit einen Weltrekord auf.
Bei den Europameisterschaften 1974 in Rom wurde Gärderud knapp von Bronisław Malinowski geschlagen und gewann die Silbermedaille. 1975 verbesserte er zweimal den Weltrekord: Am 25. Juni benötigte er in Oslo 8:10,4 min. Diese Zeit unterbot er am 1. Juli in Stockholm um sechs Zehntelsekunden.
Der Höhepunkt seiner Karriere waren die Olympischen Spiele 1976 in Montreal. Nach einem spannenden Duell mit Malinowski gewann er die Goldmedaille und verbesserte seinen eigenen Weltrekord auf 8:08,02 min. Mit einer persönlichen Bestzeit von 3:36,73 min über 1500 Meter war er der grundschnellste Teilnehmer im Endlauf. Für diese Leistung wurde er mit der renommierten Svenska-Dagbladet-Goldmedaille geehrt. 1977 wurde er im Orientierungslauf schwedischer Mannschaftsmeister. Er praktizierte ein reines Langstreckentraining, das an Gösta Olander und Arthur Lydiard ausgerichtet war.